# Laurent Blondiau
Laurent Blondiau (* 24. Dezember 1968) ist ein belgischer Jazztrompeter und Bandleader. Neben Trompete spielt er auch Flügelhorn und komponiert.

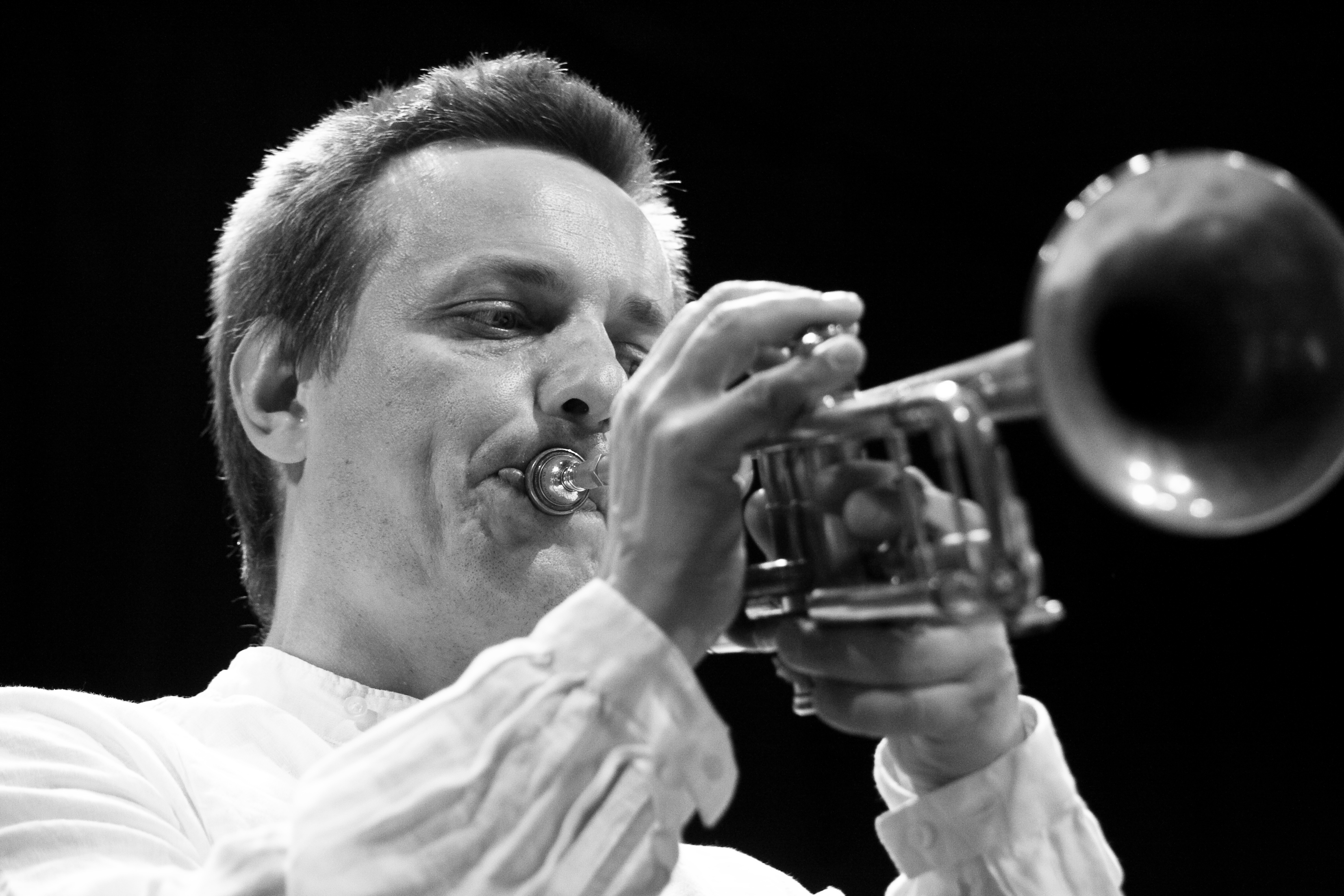
Laurent Blondiau (2008)

## Leben und Wirken
Blondiau studierte ab 1986 am Königlichen Konservatorium in Brüssel bei Bert Joris und Richard Rousselet. 1990 erhielt er dort einen ersten Preis.
Er ist sehr aktiv in der belgischen Jazzszene, wo er unter anderem mit Aka Moon, Nathalie Loriers, regelmäßig mit der Gruppe Octurn des Saxophonisten und Klarinettisten Bo Van Der Werf, dem Brussels Jazz Orchestra, DJ Grazzoppa´s DJ Big Band, Steve Houben und Toots Thielemans spielte. Er spielte auch viel mit französischen Jazzmusikern wie Denis Badault, Malik Mezzadri (Magic Malik), dem Sänger William Sheller, und viel mit afrikanischen Musikern.
Seit 1997 spielt er mit einer eigenen Avantgarde-Band Mâäk`s Spirit, die eine Fusion aus Free Jazz, elektronischer Musik, Rock- und Weltmusik verfolgt. Sie besteht aus wechselnden Formationen. Ihr erstes Album Live erschien 1998, damals mit dem Saxophonisten Jeroen Van Herzeele, Salvatore La Rocca (Bass), Hans van Oosterhout (Schlagzeug). Ihr von Gnawa-Musik inspiriertes Album Le nom du vent (entstanden 2001) erschien 2003 bei Nefertiti mit der Besetzung Blondiau, Van Herzeele, Evrard, Michel Massot (Posaune, Tuba), Eric Thielemans (Schlagzeug), Otti Van der Werf (Bass). Mit der Band realisierte Blondiau Projekte afrikanischer Musik: zunächst vor allem mit Gnawamusikern aus Marokko (Projekt Al Majmaa mit dem Gnawa Express und Baba Sissoko aus Mali, Album Almajmaâ bei Igloo 2004, anschließend Live-Konzerte auf Festivals in Belgien, Frankreich, Tanger), später mit Bambara-Jägern aus Mali und mit der Vodun-Musik aus Benin (Album Kojo). Auf ihrem Album Stroke (2008) arbeiten sie mit Wortkünstlern aus Südafrika zusammen. 2008 erschien ihr fünftes Album 5 (entstanden 2006), ein Jazz-Album nach Songs ihres Gitarristen Jean-Yves Evrard. 2011 startete Blondiau ein Project Electro, an dem auch Tänzer beteiligt sind. Maäk´s Spirit begleitete auch Musiker wie Misha Mengelberg, Marilyn Mazur oder Joachim Kühn.
2009 erhielt Blondiau von der französischen Academie du Jazz den Prix Bobby Jaspar als bester europäischer Jazzmusiker.